# Gauss Halvø
Gauss Halvø är en halvö i Grönland (Kungariket Danmark). Den ligger i den östra delen av Grönland. På halvön finns glaciärisar och låg växtlighet. 